# Гораймівка
Гора́ймівка — село в Україні, у Луцькому районі Волинської області. Входить до складу Колківської селищної громади. Населення становить 1293 осіб.

## Історія
За переказами, перші жителі з'явились тут ще у XII ст. Спочатку це було невеличке поселення декількох сімей. Воно знаходилось на території урочища Городнів. Це був невеликий острів суші, з усіх боків оточений болотом. Але археологічні дослідження, проведені вчителем Майдан-Липненської школи Орхіменком Г. В., дають відомості про те, що на території сучасного урочища Селища були поселення перших слов'ян.

### Новий час
В історичних документах село вперше згадується в 1583 році. Тяжким було становище селян. Голод, хвороби були постійними супутниками їх життя. Ще тяжче стало, коли в XIV ст. всі Волинські землі, втому числі і село Гораймівка, потрапило під владу Литовських князів, а з XVI ст., коли Литва об′єдналася з Польщею, селяни опинились в тяжкому ярмі польських та литовських феодалів.
Польські та Литовські королі роздавали землі своїм наближеним, які перетворювали селян на своїх кріпаків. Так село опинилось під владою пана Горайма, який переніс центр села на правий берег річки Кормін, праву притоку Стиру і головну магістраль, що сполучає село з навколишнім світом.
За переказами, ім'я магната і дало назву сучасному селу Гораймівка. За іншою версією назва села походить від слова «гора». У південній частині сучасної території села і досі збереглися рештки гори Піщаної, яка колись була досить високою. Але є і третя версія походження назви села. Оскільки навколо були тільки болота, то місцевість була важко доступна і малопридатна для проживання, але її власники і цей фактор вирішили використати для власної користі. Територія села стає місцем поселення засуджених, що перебували в колонії міста Цумань.
За описом 1788–1798 року село лежить на рівному місці, на правій стороні річки Живородні. Поселення входило до складу дачі Луцького повіту під № 93 у власності воєводи і кавалера Прота Потоцького. Дворів 44, жителів 279. В селі була дерев'яна церква Архангела Михаїла. Млин на 2 камені, діяв тільки весною та восени. В довідковій книзі про приходи і монастирі Волинської єпархії, складений секретарем Волинського єпархіального управління священиком К. Переверзєвим у 1914 році, вдалося відшукати першу згадку про місцевий храм: «село Гораймівка 2-ого округу при річці Кормин, місцевість низинна, болотиста, лісиста. Дерев'яний Свято-Покровський храм побудований у 1878 році, місткий, прикрашений посередньо. Парафіян 2686 душ… Є невеликий фруктовий сад і город.» З цієї ж довідки відомо, що до храму також були приписані наближені села Матвійки (нині Матейкі), Погулани і Красноволя, що в Гораймівці була церковно-приходська школа, розташована у «зручному будинку», і було, «90 душ іновірців-католиків і євреїв».
«Волинські єпархіальні відомості» в № 18 за 1897 рік повідомляють, що на 1895–1896 роки в школі нараховувалось 35 учнів, двоє з яких дівчата. Навчала грамоти школярів випускниця Житомирського духовного училища Юлія Новоселицька.
Особливо важким життя селянства було в XVI–XVII ст., коли панщина доходила до 4 і більше днів на тиждень.
Село поступово зростало, в ньому швидко розвивались ремесла і тому воно перетворилось на місто із такою ж назвою. Гораймівка стала культурним і економічним центром навколишньої місцевості. Пізніше сюди був перенесений і адміністративний центр — волость. У місті швидко розвивалась торгівля, особливо зовнішня. Товари привозились і вивозились водним шляхом по річці Кормін. Але волосний центр тут був недовго. Через укрупнення областей ним стає Цумань, а Гораймівка перетворилась у звичайне село.
На початку XX ст. з Макарівни до Гораймівки була прокладена вузько-колійна залізниця. По ній з навколишньої місцевості вивозили багато деревини. В зв'язку з цим, до Гораймівки приїхали нові люди, які працювали на лісовоз робках. Умови праці були надзвичайно тяжкі, тому робітники часто висловлювали своє незадоволення, виступаючи проти уряду, через що було посилено поліцейський режим.

### Новітня історія
В роки першої світової війни село Гораймівка було окуповане австрійськими військами, за селом проходила лінія фронту. Свідчення цього є залишки окопів часів першої світової війни, які від урочища Кошарки до урочища Кузьмінугол.
В 1915 році під натиском російських військ австрійці відступили за Стир, і вдруге прийшли в село пізньої осені 1915 року і стояли тут до травня 1916 року. Фронт, що проходив по річці Кормин, щодня ніс людські жертви. Саме в ході цих боїв і згоріла місцева Покровська церква. В роки першої світової війни на фронтах загинуло 17 жителів села. На початку 1917 року в село почали доходити чутки про підготовку до революції, а потім — і про повалення царського самодержавства. В листопаді 1917 року на Надзвичайному з'їзді представників Особливої армії було вирішено передати владу Радам (з′їзд відбувся в м. Луцьку) 4 грудня 1917 року в будинку дворянських зборів (нинішній медичний коледж) Луцька Рада схвалила ленінські декрети про мир і землю, прийняті 2-им Всеросійським з'їздом рад. Представником від села Гораймівка на цих зборах був Тачинський Григорій.
В селі радянська влада була проголошена весною 1918 року. Першим головою Сільської Ради був обраний Мельник Максим Васильович, секретарем — Сосинець Аврам. Депутатами сільської ради були обрані Сосинець Гнат, Величко Іван, Снітко Михайло.
В роки громадянської війни село було захоплене польськими панами. За Ризьким договором 1921 року Волинь, в тому числі і село Гораймівка відійшли до Польщі.
Більшість населення, як і по всій українській землі, була в повній залежності від поміщиків. За переказами, за часів кріпацтва село належало поміщику графу Грохольському. Сини його брали участь у польському повстанні 1863 року. Дочка Грохольського вийшла заміж за донського козака полковника Заботіна. Діти поміщика Заботіна володіли селом до 1939 р. Це були: Анна-Якса Биковська та Олександр Лук'янович Заботін. Ці поміщики мали другий маєток у Кам'янець-Подільській губернії і тому Гораймівку вони здавали в оренду полякам Зінкевичу, Керну, Лучинському, Камінському, Студінському і Звіровичу.
Вихідці із Польщі Олександр Заботін та його дружина Зося Заботіна започаткували навчання селянських дітей. Їхня діяльність припадає на період першої половини 20-х років XX століття. Протягом 1918–1919 років місцевий мешканець Бурик Гервасій Омелянович навчав елементарної грамоти сільських дітей, якого згадують за це до тепер.
Починаючи з 1926 року, в селі Гораймівка діє польська чотирирічна школа, яка розташовувалася в трьох кімнатах житлового будинку Бурика Платона Омеляновича, в урочищі Кут. Приблизно у 1928 році школа була перенесена в центр села і знаходилась в помешканні Величка Тихона. У 1930 році школа була побудована в центральній частині села, поблизу річки Кормин. В ній викладали, за переказами старожилів села, пан Наумович (поляк за походженням) та пані Марія Галицька (українка за походженням). Навчання сільських дітей у школі проводилося польською мовою.

### Друга світова війна
У вересні 1939 року село Гораймівка, як і всі західноукраїнські землі, були приєднані до СРСР за пактом Ріббентропа-Молотова. Польські пани повтікали, панське майно було роздане селянам. У 1940 р. в селі створюється перший колгосп. До нього ввійшло 36 сімей, назвали колгосп іменем Ворошилова.
Панське майно у людей почали забирати назад. Школу перенесли у будинок пана Заботіна. Відомо, що вчителями тут були поляк Зінєвський, росіянин Колтунов та українець (виходець зі Східної України) Федір Горбач. Головою правління першого господарства був обраний Копій Станіслав.
25 червня 1941 року село було окуповане фашистами. Спершу селяни йшли в партизани, а опісля понад 200 чоловік билися на різних фронтах. 56 прізвищ відлито на плитах перед пам'ятником, який спорудили у 1990 році в сквері перед будинком культури.
За особливі бойові заслуги Пащука Мусія Олексійовича нагороджено орденом Червоної Зірки, А Пащука Остапа Олексійовича — орденом Слави ІІІ ст.
Мешканці села, що залишились на окупованій території, продовжували боротьбу. Так, щоб німці не забирали молоді в Німеччину, староста доповів у комендатуру, ніби в селі епідемія тифу, через що нацисти довго навіть не з'являлися на вулицях села.
30 січня 1944 року село було звільнено. Того ж року відновлюється діяльність початкової школи. Однією із перших учителів тут була Качур Ганна Григорівна з Вінниччини.

### Повоєнні роки
12 грудня 1948 року знову відроджується колективне господарство. Першим головою колгоспу ім. Ворошилова стає Тачинський Адам Мартинович. До колгоспу належали землі в урочищах Чермошня, Заріка, Глинки, Холоневицьке. У 1957 році, внаслідок укрупнення господарств, колгосп об'єднано із Майдан-Липненським господарством ім. Малиновського та змінено назву на колгосп ім. ХХ Партз'їзду. У такому вигляді він проіснував до 1991 року, коли на його основі було створено колективне сільськогосподарське підприємство «Кормін», реформоване пізніше в кооператив.
В селі збудовано будинок культури, адміністративний будинок, приміщення ФАПу та пошти. Протягом 1989–1990 років було будівництво нового приміщення школи. 1 вересня 1990 року новобудова була здана в експлуатацію. Тоді ж Гораймівську неповну середню школу було реорганізовано у Гораймівську середню школу.
У 1992 року в селі збудовано муровану Церкву Покрови Пресвятої Богородиці, на місці зруйнованої комуністами дерев'яної церкви. У 2005 році побудовано дитячий садок.
12 червня 2020 року, відповідно до розпорядження Кабінету Міністрів України № 708-р «Про визначення адміністративних центрів та затвердження територій територіальних громад Волинської області», село увійшло у склад Колківської селищної громади.
19 липня 2020 року, в результаті адміністративно-територіальної реформи та ліквідації  Маневицького району, село увійшло до складу новоутвореного Луцького району.

## Населення
Згідно з переписом УРСР 1989 року чисельність наявного населення села становила 1154 особи, з яких 574 чоловіки та 580 жінок.
За переписом населення України 2001 року в селі мешкало 1266 осіб.

### Мова
Розподіл населення за рідною мовою за даними перепису 2001 року:
| Мова       | Відсоток |
| ---------- | -------- |
| українська | 99,92 %  |
| російська  | 0,08 %   |

## Інфраструктура
В селі діє:
- Загальноосвітня школа І-ІІІ ступенів, зі спортзалом,
- Спортшкола,
- Футбольна команда «Кормин»,
- Будинок культури,
- Бібліотека,
- Фельдшерсько-акушерський пункт,
- Церква Покрови Пресвятої Богородиці (ПЦУ)
- Дві церкви Християн Віри Євангельської П'ятидесятників,
- Деревообробні підприємства.

## Відомі уродженці
- Снітко Андрій Володимирович (1996—2014) — український військовик, вояк полку «Азов», Національної гвардії України, учасник російсько-української війни. Загинув у боях за Іловайськ.
- Завацька (Снітко) Лідія Архипівна — декан факультету здоров'я, фізичної культури і спорту Міжнародного економіко-гуманітарного університету ім. Степана Дем'янчука, кандидат педагогічних наук, професор, член-кореспондент Української академії наук, академік Міжнародної академії наук педагогічної освіти (МАНПО, м. Москва).
- Мельник Василь Якович — багаторічний голова колгоспу, нагороджений орденом Трудового Червоного Прапора, орденом «Знак пошани».